# Antonín Hora (1824–1906)
Antonín Hora (15. listopadu 1824, Velvary – 15. května 1906, Praha) byl český římskokatolický kněz, děkan a probošt Metropolitní kapituly u sv. Víta v Praze.

## Život
Narodil se 15. listopadu 1824 v rodině velvarského měšťana Antonína Hory a jeho manželky Anny.
Po studiu teologie v pražském arcibiskupském semináři byl dne 9. prosince 1847 vysvěcen na kněze. Začal působit jako kaplan a administrátor farnosti v Brandýse nad Labem, kde působil až do roku 1851. Ve stejný rok se stal vychovatelem knížete Karla Bedřicha z rodu Oettingen-Wallersteinů, kterým byl až do roku 1861.
Dne 1. května 1861 začal působit jako sekretář církevního soudu v otázkách manželství. O sedm měsíců později dne 2. ledna 1862 se stal arcibiskupským notářem a ve stejný rok v říjnu titulárním radou arcibiskupské konzistoře. Dne 1. května 1868 byl zvolen sekretářem konzistoře a ordinariátním komisařem pro gymnázia na Starém a Novém Městě, pro reálné gymnasium Malé Straně, a pro vyšší reálku na Novém Městě. Od roku 1869 byl poradcem církevního soudu.
Dne 14. října 1870 byl zvolen kanovníkem Metropolitní kapituly u sv. Víta v Praze. Dne 30. dubna 1871 byl instalován jako kanovník-kazatel pro cathedra bohemica.
Mezi jiné funkce které zastával patří: děkan kostela svatého Apolináře, canonicus senior (1879), canonicus cantor (1882), canonicus custos (1883) či praelatus scholasticus (1890).
Od 1. února 1884 do 27. března 1885 byl generálním vikářem a oficiálem arcibiskupa Bedřicha ze Schwarzenbergu a poté stejnou funkci zastával u arcibiskupa Františka Schönborna (1885–1891). Dne 2. září 1891 byl zvolen radou kapituly a roku 1898 jejím proboštem.
Od roku 1883 také působil jako poslanec Českého zemského sněmu. Dne 7. května 1886 mu papež Lev XIII. udělil titul apoštolského protonotáře.

Zemřel 15. května 1906 v Praze a byl pohřben na Šáreckém hřbitově.

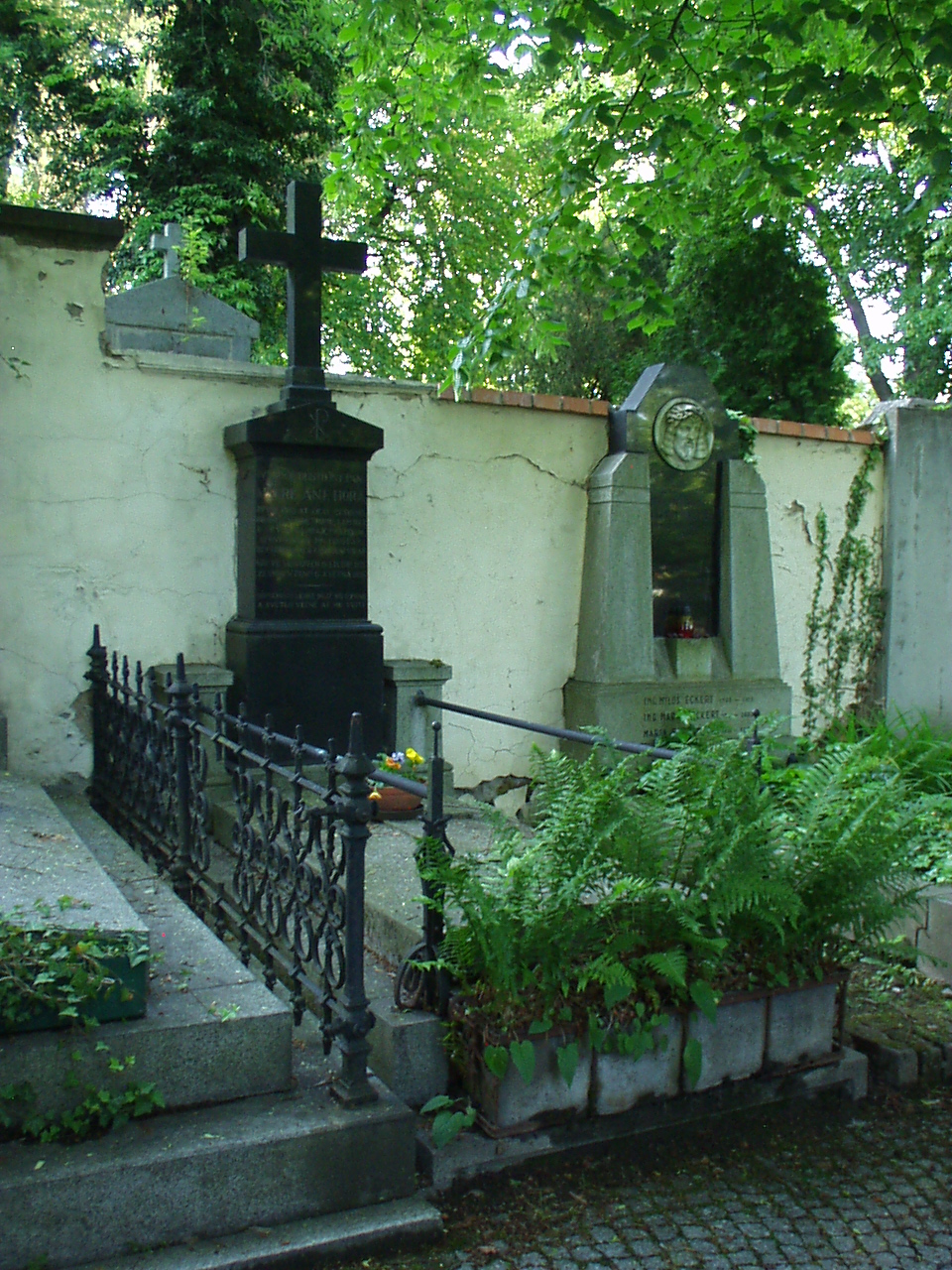
Hrob Msgre. Antonína Hory na Šáreckém hřbitově v Praze 6